# Ucha
Ucha es una freguesia portuguesa del concelho de Barcelos, con 4,39 km² de superficie y 1359 habitantes (2001). Densidad de población: 309,6 hab/km².